# Reagrupamento Constitucional Democrático
O Reagrupamento Constitucional Democrático (em árabe: التجمع الدستوري الديمقراطي‎; em francês: Rassemblement Constitutionnel Démocratique, RCD) foi um partido político da Tunísia, que governou o país de 1988 a 2011. 
O RCD foi fundado em 1988 por Zine El Abidine Ben Ali, um ano depois de ter assumido a liderança da Tunísia. O RCD foi o sucessor do Partido Socialista Destouriano, partido fundado e liderado pelo primeiro presidente da Tunísia, Habib Bourguiba.
O partido controlou de forma, quase, ditatorial o país, ganhando várias eleições de forma fraudulenta. Com a Revolução Tunisina de 2011, o partido foi removido do poder, expulso da Internacional Socialista e, por fim, a 9 de março de 2011 foi dissolvido.

## Resultados eleitorais

### Eleições presidenciais
| Data | Candidato apoiado       | Votos     | %         |
| ---- | ----------------------- | --------- | --------- |
| 1989 | Zine El Abidine Ben Ali | 2 087 028 | 100 (#1)  |
| 1994 | Zine El Abidine Ben Ali | 2 987 375 | 100 (#1)  |
| 1999 | Zine El Abidine Ben Ali | 3 269 097 | 99,5 (#1) |
| 2004 | Zine El Abidine Ben Ali | 4 204 292 | 94,5 (#1) |
| 2009 | Zine El Abidine Ben Ali | 4 238 711 | 89,6 (#1) |

### Eleições legislativas
| Data | Votos     | %         | Deputados | +/- | Status  |
| ---- | --------- | --------- | --------- | --- | ------- |
| 1989 | 1 633 004 | 80,6 (#1) | 141 / 141 |     | Governo |
| 1994 | 2 768 667 | 97,7 (#1) | 144 / 163 | 3   | Governo |
| 1999 | N/D       | N/D       | 148 / 182 | 4   | Governo |
| 2004 | 3 678 645 | 87,6 (#1) | 152 / 189 | 4   | Governo |
| 2009 | 3 754 559 | 84,6 (#1) | 161 / 214 | 9   | Governo |